# Faragó Vilmos
Faragó Vilmos (Újkígyós, 1929. január 20. – Budapest, 2013. január 20.) magyar újságíró, kritikus, tanár.

„Pfeff Sebestyénnek hívták az apai nagyapámat és Engelhardt Annának a nagyanyámat. Egy Zarándhódos nevű, most Erdélyhez tartozó községből vándoroltak át a XX. század elején egy Almáskamarás nevű, most Békés megyéhez tartozó sváb faluba. Két hold földjük volt, szegényparasztok voltak...”

– F.V.

## Életpályája
1949-ben érettségizett Békéscsabán. Nevét 1952-ben változtatta Pfeffről Faragóra. 1953-ban végzett az ELTE Bölcsészettudományi Kar magyar szakán. 1953–1955 között az ELTE újságíró tanszékén tanársegéd volt. 1955–1956 között gimnáziumi oktató volt. 1956–1957 között a Népművelési Minisztérium főelőadójaként dolgozott. 1957–1960 között a Népművelés rovatvezetője, 1960–1962 között olvasószerkesztője volt. 1962-től – Dobozy Imre és Nemes György meghívására – az Élet és Irodalom munkatársa, 1964–1967 között rovatvezetője, 1967–1973 között olvasószerkesztője, 1973–1989 között helyettes főszerkesztője volt. 1990-ben nyugdíjba vonult. 1995–1998 között a Magyar Hírlap munkatársa volt.
1955-ben házasságot kötött Sugár Rózsával, házasságukban egy kisfiuk született, aki hamarosan meghalt, valamint két lányuk: Zsuzsa és Anna. Második lányuk megszületése után, 1966 körül elváltak. Faragó Vilmos az 1970-es évek elején másodszor nősült, felesége Székely Éva volt.

## Művei
- Perben – harag nélkül. Kritikai jegyzetek a mai magyar irodalomról; bev. Garai Gábor; Szépirodalmi, Bp., 1969
- Mi újság? Leergang hongaars voor nederlandstaligen; Magvető, Bp., 1979
- Például én. Elfogult vitairat (1991)
- Semmi sincs úgy. Közérzetjelentések három évről (1991)
- A rendszerváltás humora (válogatások, 1992)
- Farkas Mihály rézágyúja. Magyar nemzeti önszemlélet, 1948-1956 (1992)
- Igazoló jelentés. Válogatás 8 év (1990–1998) újságcikkeiből, Filum, Bp., 1999
- Hosszú utca darabvég. Egy családfa ágai; Móra, Bp., 2000 (Zenit könyvek)

## Díjai, kitüntetései
- Szocialista Kultúráért (1962)
- A Munka Érdemrend ezüst fokozata (1967)
- József Attila-díj (1969)
- A Munka Érdemrend arany fokozata (1982)
- Rózsa Ferenc-díj (1987)
- Aranytoll (1999)